# Hoheneiche
Hoheneiche is een deel van de Duitse gemeente Wehretal. Hoheneiche telt 675 inwoners (2007). De plaats behoort tot Wehretal sinds 1974.
Hoheneiche · Langenhain · Oetmannshausen · Reichensachsen · Vierbach